# Rome City
La ville américaine de Rome City est située dans le comté de Noble, dans l’État de l’Indiana. Elle comptait 1 361 habitants lors du recensement de 2010.

## Source
- (en) Cet article est partiellement ou en totalité issu de l’article de Wikipédia en anglais intitulé « Rome City, Indiana » (voir la liste des auteurs).